# Atonia
Atonia – zanik lub zmniejszenie zdolności do skurczu mięśni gładkich lub mięśni poprzecznie prążkowanych. Jej skutkami są poważne zaburzenia w czynnościach danego narządu, np. zatrzymanie akcji porodowej (atonia macicy), ustanie ruchów perystaltycznych jelit (atonia jelit).
Do przyczyn wywołujących atonię zalicza się:
- przyczyny pośrednie - np. porażenie nerwów, zatrucie lekami kuraropodobnymi, zatrucie lekami nasennymi (leki te mogą być przyczyną atonii żołądkowo-jelitowej, co w konsekwencji opóźnia pasaż treści pokarmowej), niektóre choroby zakaźne;
- przyczyny bezpośrednie - zmiany patologiczne w mięśniach.